# Салаль (провинция)

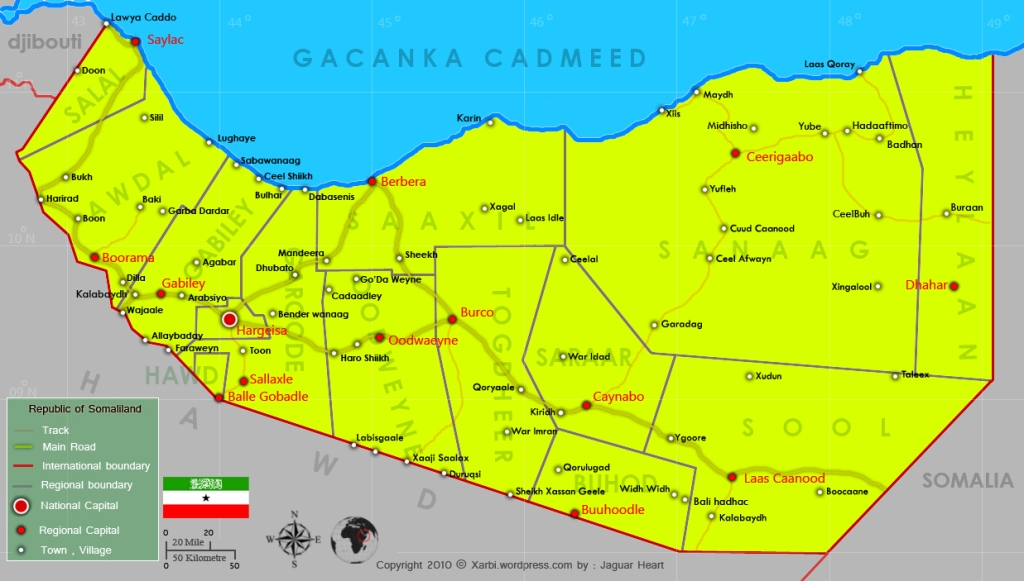
Местоположени региона Салаль на карте Сомалиленда, 2014 год

Сала́ль (сомал. Salal, араб. صالال‎) — бывший административный регион (провинция) Сомалиленда, непризнанного государства на северо-западе Сомали. Образован 22 марта 2008 года путём отделения от региона Аудаль двух районов, Сайла и Лугае. Город Сайла стал административным центром. В 2019 г. был принят закон о местном самоуправлении (Lr. 23/2019) в регионах, согласно которому «Сомалиленд разделен на шесть регионов (статья 9 того же закона)». Закон о местном самоуправлении 2019 года вступил в силу 4 января 2020 года. Таким образом, регион Салаль был упразднён.
Согласно административному делению 2008 года, были образованы пять районов, три из которых новые:
- Гарба-Дардар
- Бун
- Харирад
- Лугае
- Сайла

Регион богат нефтью, однако добыча её не ведётся. Население занято, в основном, в сельском хозяйстве, основная отрасль — скотоводство.